# Алфа Ромео Монреал
Алфа Ромео Монреал е купе с 2+2 места, произвеждано от италианския автомобилен производител Алфа Ромео от 1970 до 1977 г.

## История
Автомобилът е представен като концептуален автомобил в Монреал, Канада през 1967 г. Дизайнер на автомобила е Марчело Гандини от Бертоне. Този модел на Алфа Ромео е отговор на италианската конкуренция от Фиат - Фиат дино купе. Уникалната форма, украсена с допълнителни елементи, подчертава индивидуалността на автомобила.

## Технически параметри
- 8-цилиндров двигател, 200 конски сили, 6500 оборота за минута
- Централизирана трансмисия, 5-степенна скоростна кутия
- 4 дискови спирачки
- дължина/широчина/височина/тегло – 4,22 м/ 1.672 м/ 1.205 м/ 1330 кг

## Производство
Автомобилът е произвеждан в завода на Бертоне – Каселе (Торино).